# Barrage de Marib
Le barrage de Marib est un ouvrage construit vers 750 à 700 av. J.-C. en travers du Wadi Adhanah, afin de permettre l'irrigation de terres agricoles autour de Marib, une ville de l'actuel Yémen. Il est considéré comme le plus ancien barrage hydraulique du monde et consiste en une digue de terre du même type que les barrages en remblai. Sa rupture vers 570 ou 575 entraîne la destruction des systèmes d'irrigation et l'exode de 50 000 personnes, marquant la fin du royaume d'Himyar.

## Caractéristiques

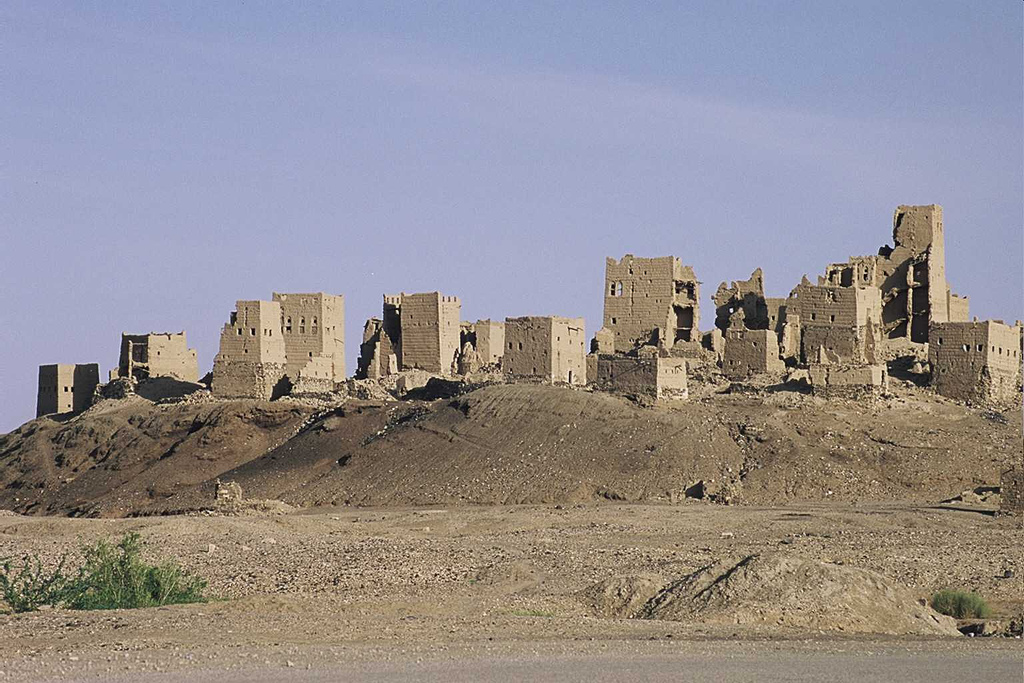
Vue des ruines de l'antique Marib, ancienne capitale des royaumes de Saba et d'Himyar dont la prospérité est lié à l'irrigation permise par le barrage.

Les fouilles archéologiques suggèrent que l'agriculture irriguée était déjà pratiquée intensivement depuis le néolithique . De simples barrages en terre et un réseau de canaux furent peut-être construits dès le IIe millénaire avant J.-C.
Le barrage bâti au VIIIe siècle av. J.-C. était placé en travers du Wadi Adhanah, un oued descendant des montagnes de l'actuel Yémen et se dirigeant vers l'erg Sabatain, une portion du Rub al-Khali. Il était situé au débouché des montagnes et s'appuyait sur les deux côtés de la vallée en amont de la ville de Marib, ancienne capitale du royaume de Saba.
Au moment de sa construction, vers 750 à 700 av. J.-C., il consista en un ouvrage de terre de 580 mètres de longueur pour quatre mètres de hauteur. Vers 500 av. J.-C., il est rehaussé jusqu'à sept mètres, un parement en pierre est mis en place côté retenue et les surfaces irriguées sont étendues au nord et au sud du lac. 
Vers 115 av. J.-C., une reconstruction est entreprise par les Himyarites, les habitants d'un nouveau royaume qui remplace celui de Saba. Ils rehaussent une nouvelle fois le barrage, qui atteint quatorze mètres, et développent les infrastructures d'irrigation.
Malgré les travaux de renforcement et d'agrandissement, le barrage se rompt plusieurs fois, en 449, 450, 542 et 548, augmentant les coûts d'entretien et de réparation. Sa dernière rupture se produit vers 570 ou 575. Le lac se vide entièrement et les systèmes d'irrigation ne sont plus alimentés. La population quitte la région, provoquant la chute du royaume d'Himyar.
Les ruines du barrage sont toujours visibles, non loin de celles de l'antique Marib.
En 1986, un nouveau barrage est construit trois kilomètres en amont de l'ancien barrage afin de permettre l'irrigation.

## Dans le Coran
Une rupture de barrage est relatée dans le Coran. Elle serait une punition infligée aux incrédules. Ce barrage est certainement celui de Marib, même s'il est « improbable » que ce passage soit un récit historique.

« Il y avait assurément, pour la tribu de Saba, un signe dans leurs habitats : deux jardins, l'un à droite et l'autre à gauche. « Mangez de ce que votre Seigneur vous a attribué, et soyez-Lui reconnaissants : une bonne contrée et un Seigneur pardonneur. »
Mais ils se détournèrent. Nous déchaînâmes contre eux l'inondation du barrage et leur changeâmes leurs deux jardins en deux jardins aux fruits amers, tamaris et quelques jujubiers. »

— Coran, op. cit. Sourate 34, versets 15/16.
Le terme utilisé pour désigner ce barrage est el-'Arim, terme attesté dans les inscriptions himyarites pour le désigner. Les « deux jardins » peuvent désigner les deux espaces irrigués par cette retenue d'eau. Le wadi Dhana sépare ces deux espaces. Pour Van Reeth, à l'inverse, cette description des deux jardins est une confusion avec Soba au Soudan. Pour cet auteur, cette description correspond à la région de Méroé, région entourée du Nil bleu, du Nil blanc et de l'Atbara.
Cette description a en outre une dimension mythique, liée à une cosmologie mésopotamienne ancienne. Le début de ce passage (« Mangez... ») place celui-ci dans un contexte paradisiaque, alors que la liste des arbres au verset 16 évoque une végétation steppique, manquant d'irrigation. Ce passage peut ainsi être lu en lien avec le mythe de l'Eden, et doit trouver ses sources dans la littérature juive ou chrétienne.
Dans ce passage, il est possible d'observer une concordance entre le texte coranique et les observations archéologiques. Néanmoins, Robin précise que le « rédacteur coranique ne raconte pas l'histoire réelle ». Ainsi, à partir de la connaissance des ruines de ce barrage, celui-ci l'associe au mythe de la reine de Saba et de sa population qui adore le soleil. En effet, lors de la rupture de ce barrage, cette région était déjà monothéiste depuis deux siècles,. Dans cet épisode, un événement historique devient une « fable édifiante », une simple « illustration de la punition divine », selon le schéma des « récits de châtiments divins ». Il est plus probable que ce barrage se soit dégradé lentement faute d'entretien que d'y voir une rupture rapide, tel que cité dans le Coran.
L'accusation d'incrédulité peut être liée à la résistance de Saba au pouvoir califal au cours de la ridda. Les descriptions coraniques en lien avec des événements historiques étant généralement obscures, si ce lien était accepté, cela permettrait de déduire que « les versets concernant Saba' » n'ont pu être écrits dans leur forme actuelle qu'au temps des premiers califes. L'historien Ibn Khaldun écrivit : « Les travaux furent commencés par Saba', fils de Yashjub, qui dirigea vers Ma'rib soixante-dix rivières. La mort l'empêcha d'achever son œuvre. Celle-ci fut menée à son terme par les rois himyarites, ses successeurs » (al-Muqaddima, IV, IV).

## Protection
Le barrage de Marib est inscrit sur la liste du patrimoine mondial par l'UNESCO en janvier 2023, en tant que partie du bien « Hauts lieux de l'ancien royaume de Saba, Marib ».